# Bailey Bass
Bailey Bass (nascida em 18 de junho de 2003) é uma atriz norte-americana. Ela é conhecida por seus papéis como Tsireya, em Avatar: O Caminho da Água e Claudia na série de televisão Entrevista com o Vampiro (ambas de 2022).

## Vida
Bailey nasceu em Nashville, Tennessee, mas cresceu em um "bairro predominantemente russo" no Brooklyn, Nova York. Começou a atuar como modelo desde criança, o que deu início à sua carreira.

## Carreira
O primeiro papel de Bailey Bass foi em um comercial de "My Little Pony" quando ela tinha 5 anos e meio. Em 2011 ela apareceu em um comercial da Purell ao lado da atriz Malina Weissman. Em 2014 ela apareceu no filme Lua e Sol. Ela estrelou o filme original do BET "A Jenkins Family Christmas" (2021) e outro filme para TV "A Gift of Murder" (2022).
Em 2017, Bailey foi escalado como Tsireya, uma jovem Na'vi que é mergulhadora livre do Clã Metkayina, nas sequências de Avatar de James Cameron. No início, Tsireya foi descrita como "a jovem Neytiri do oceano", provavelmente em referência ao status de ambas como filhas dos líderes de seus respectivos clãs. Bass também deve repetir o papel em duas sequências adicionais a serem lançadas em 2025 e 2029.

## Vida pessoal
Bass é biracial; tendo um pai negro e uma mãe bielorrussa. Bailey não fala muito sobre sua vida pessoal, mas sabemos que ela é a mais velha de 3 irmãos: Michael (o mais novo [este sendo seu irmão apenas por parte de mãe]) e Elijah (o do meio [são filhos de mesmo pai e mãe]).
É muito próxima de sua mãe Alesya Ignatieva, que está presente em algumas entrevistas que Bailey Bass já deu em canais televisivos.

## Outros empreendimentos
Bass foi o compositora e coprodutora da canção "The Holidays", de Madison Lagares, lançada em 1º de dezembro de 2022.

## Filmografia
| Ano  | Título                    | Papel          | Notas        |
| ---- | ------------------------- | -------------- | ------------ |
| 2022 | Avatar: O Caminho da Água | Tsireya "Reya" |              |
| 2025 | Avatar 3                  | Tsireya "Reya" | Pós-produção |
| 2029 | Avatar 4                  | Tsireya "Reya" | filmando     |

### Televisão
| Ano  | Título                                    | Papel          | Notas                         |
| ---- | ----------------------------------------- | -------------- | ----------------------------- |
| 2020 | Lei e Ordem: Unidade de Vítimas Especiais | Breyona Taylor | 1 episódio                    |
| 2022 | Entrevista com o Vampiro                  | Cláudia        | Elenco principal; 5 episódios |